# 미카 아르가냐라스
미카 아르가냐라스(Mica Argañaraz, 1992년 5월 16일 ~ )는 아르헨티나의 모델이다.